# 張存偉
張存偉（1963年10月20日—），台灣知名黑幫人士，台灣黑幫四海幫第九任幫主，曾任該幫派副幫主及中常委，綽號「純偉」。早年曾經參與槍擊犯罪集團並因殺人案入獄十多年，也曾是四海幫前幫主「老賈」賈潤年退位之後的接班人選之一。2021年經媒體披露為四海幫第九任幫主後開始引起社會大眾關注。

## 經歷
張存偉出生於屏東六塊厝空軍眷村，青年時期便混跡江湖加入四海幫。1990年前後，參與當時來自高雄的十大槍擊要犯綽號「小馬哥」楊瑞和的槍擊犯罪集團，並擔任其保鑣。警政署執行針對楊瑞和集團俗稱「獵馬專案」的掃黑行動，張存偉因而在台北市大安區忠孝東路三段的集團據點遭到警方突襲逮捕，最終因涉及殺人案入獄服刑十多年。
出獄後重返四海幫，並在時任第五任幫主「老賈」賈潤年時代受到提攜重用，亦擔任四海幫中常委成為幹部成員之一，並與幫內大老及中南部角頭從事線上博奕、投資股市、土方等生意嶄露頭角。2008年賈潤年欲退位之時，除了熱門人選「弟哥」張建英、「斗雲」楊德昀等人之外，較為年輕一輩的張存偉與青壯會會長張興三等人也被視為是接任新幫主的人選之一，然而張存偉尚在殺人案假釋期間及幫內因輩分問題引發繼任爭論而失去角逐資格。
2012年「斗雲」楊德昀接任四海幫第八任幫主時代，張存偉亦擔任副幫主，並與幫內各派系及各地角頭關係良好，其關係勢力遍及全台灣及中國北京、上海等地，因而被外界譽為「全省通」。
2021年，第八任幫主楊德昀因任期屆滿並因故萌生退意，同年3月20日由四海幫於台北市西門町金獅酒樓召開會議，會後決議由時任副幫主的張存偉接任第九任幫主，經由大眾媒體相繼報導後引起社會大眾關注，亦使得「純偉」張存偉廣為人知。